# La Cousine Argia
La Cousine Argia est un tableau réalisé vers 1861 par le peintre italien Giovanni Fattori. De format vertical, cette huile sur carton est le portrait à mi-corps d'une jeune femme assise devant un fond paille. Aperçue par son profil gauche, elle est vêtue d'une robe grise. Le titre renvoie à une inscription au dos, sans qu'il soit certain qu'elle soit de la main de l'artiste, ou qu'il y avait réellement une Argia parmi ses cousines. L'œuvre est conservée à la galerie d'Art moderne de Florence, dans le palais Pitti, à Florence.